# Dormaa Ouest
Pour les articles homonymes, voir Dormaa.
Dormaa Ouest (en anglais Dormaa West) est un district de la région de Brong Ahafo au Ghana. Il est formé en 2012 par détachement du district de Dormaa municipalité.

## Géographie
Le district de Dormaa Ouest se trouve au sud-ouest de la région de Brong Ahafo. Il est borné au nord par le district de Dormaa Centre, à l'est par Asunafo Nord, au sud par la région Occidentale, au sud-ouest par Bia Est et à l'ouest par la Côte d'Ivoire. Nkrankwanta (en), chef-lieu de district, se situe à 125 kilomètres de Sunyani, capitale régionale de Brong Ahafo. La superficie du district est de 381 km2.
Le relief est généralement ondulé, l'altitude variant entre 180 et 375 mètres. Le plateau central se trouve à une hauteur de 240 à 300 mètres. La géologie se caractérise par la présence de la formation birimienne (en) sur les trois quarts du territoire.
Le climat est semi-équatorial sec avec une température mensuelle moyenne entre 26 °C et 30 °C. Les pluies annuelles varient entre 125 mm et 175 mm, suivant deux saisons des pluies, la première commençant en mai, l'autre en septembre. Les principales essences d'arbres comprennent le fromager, l'abachi (wawa), le sapelli et l'acajou,. L'industrie de la menuiserie crée une perssion sur la pérennité et la qualité des forêts. Le climat et les sols sont propices aux cultures de cacao, de café, de plantain, de taro, de noix de kola, d'huile de palme et de cassava. Les principaux cours d'eau sont les rivières Bia, Nkasapim et Pamu, qui coulent à longueur d'année. Elles drainent les terres cultivées.

## Urbanisme
Le territoire est dans sa plus grande partie couvert par la forêt, qu'elle soit primaire inutilisée, endommagée ou protégée. La réserve forestière Pamu-Mpameso couvre une superficie de 198 km2. La population est relativement urbanisée avec un taux d'urbanisation est de 77,3 %. Il compte 96 établissements humains.

## Histoire
Le district de Dormaa est constitué en 2012 par la loi 2094 du Parlement du Ghana.

## Politique
L'Assemblée de district, qui siège à Nkrankwanta, se compose de quatorze membres dont dix élus et quatre personnes nommées par le gouvernement du Ghana (en),. Paul Donkor est chef de district. Le district comporte une autorité traditionnelle.

## Démographie
La population est de 47 678 habitants au Recensement du Ghana de 2010,.

## Économie
L'activité de pêche dans les cours d'eau est peu importante pour des raisons de tradition. La présence de forêts exploitables explique l'essor de l'industrie de la menuiserie dans le district.

## Culture
Des échanges se font avec la population limitrophe de Côte d'Ivoire, du groupe akan comme celle de Dormaa Ouest.